# Abu Ghraib
Abu Ghraib (Arabisch: أبو غريب, Vader van de raaf) is een Iraakse stad die ongeveer 20 km ten westen van Bagdad ligt, net boven het internationale vliegveld. De stad heeft tussen de 750.000 en 1,5 miljoen inwoners. Het aantal inwoners is moeilijk te bepalen vanwege de slechte infrastructuur en de informatie die er naar buiten komt vanwege de steden die erg afgelegen liggen.
In Abu Ghraib staat de beruchte Abu Ghraib-gevangenis die zowel ten tijde van Saddam Hoessein als ten tijde van de Coalition Provisional Authority plaats was van martelingen.

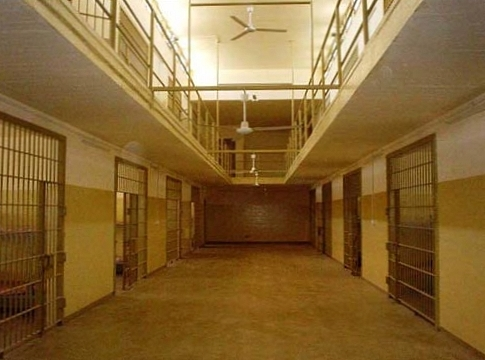
Abu Ghraib-gevangenis